# Inmigración británica en Portugal
La inmigración británica en Portugal ha ido en aumento en las últimas décadas, resultado en que Portugal sea el hogar de una de las mayores poblaciones de origen británico fuera del Reino Unido. La migración del Reino Unido a Portugal ha aumentado rápidamente desde fines de la década de 1990 y la población estimada de ciudadanos británicos en Portugal en 2006 fue de 49.000, incluyendo 11.000 viviendo en Portugal durante parte del año.